# Gymnogryllus leucostictus
Gymnogryllus leucostictus är en insektsart som först beskrevs av Hermann Burmeister 1838.  Gymnogryllus leucostictus ingår i släktet Gymnogryllus och familjen syrsor. Inga underarter finns listade i Catalogue of Life.